# Allonne, Oise
 Allonne là một xã thuộc tỉnh Oise trong vùng Hauts-de-France phía bắc Pháp. Xã này nằm ở khu vực có độ cao trung bình 58 mét trên mực nước biển.